# Urgleptes miser
Urgleptes miser är en skalbaggsart som först beskrevs av Bates 1863.  Urgleptes miser ingår i släktet Urgleptes och familjen långhorningar. Inga underarter finns listade i Catalogue of Life.